# Rempnat
Rempnat ist eine Gemeinde in Frankreich. Sie gehört zur Region Nouvelle-Aquitaine, zum Département Haute-Vienne, zum Arrondissement Limoges und zum Kanton Eymoutiers. Rempnat ist die östlichste Gemeinde des Départements Haute-Vienne. Die Nachbargemeinden sind Nedde im Westen und im Norden, Faux-la-Montagne im Nordosten, Tarnac im Südosten, Viam und Lacelle im Süden sowie L’Église-aux-Bois im Südwesten. Die Gemeinde liegt am Fluss Vienne, in den an der Grenze zur Nachbargemeinde Nadde das Flüsschen Feuillade einmündet.

## Bevölkerungsentwicklung
| Jahr      | 1962 | 1968 | 1975 | 1982 | 1990 | 1999 | 2008 | 2013 |
| --------- | ---- | ---- | ---- | ---- | ---- | ---- | ---- | ---- |
| Einwohner | 323  | 268  | 218  | 177  | 185  | 159  | 166  | 142  |

## Sehenswürdigkeiten
- Schloss Mazeau, seit 1982 Monument historique
- Kirche Saint-Sébastien, Monument historique
- Kirche Saint-Pierre im Ortsteil La Villeneuve
- Automobilmuseum

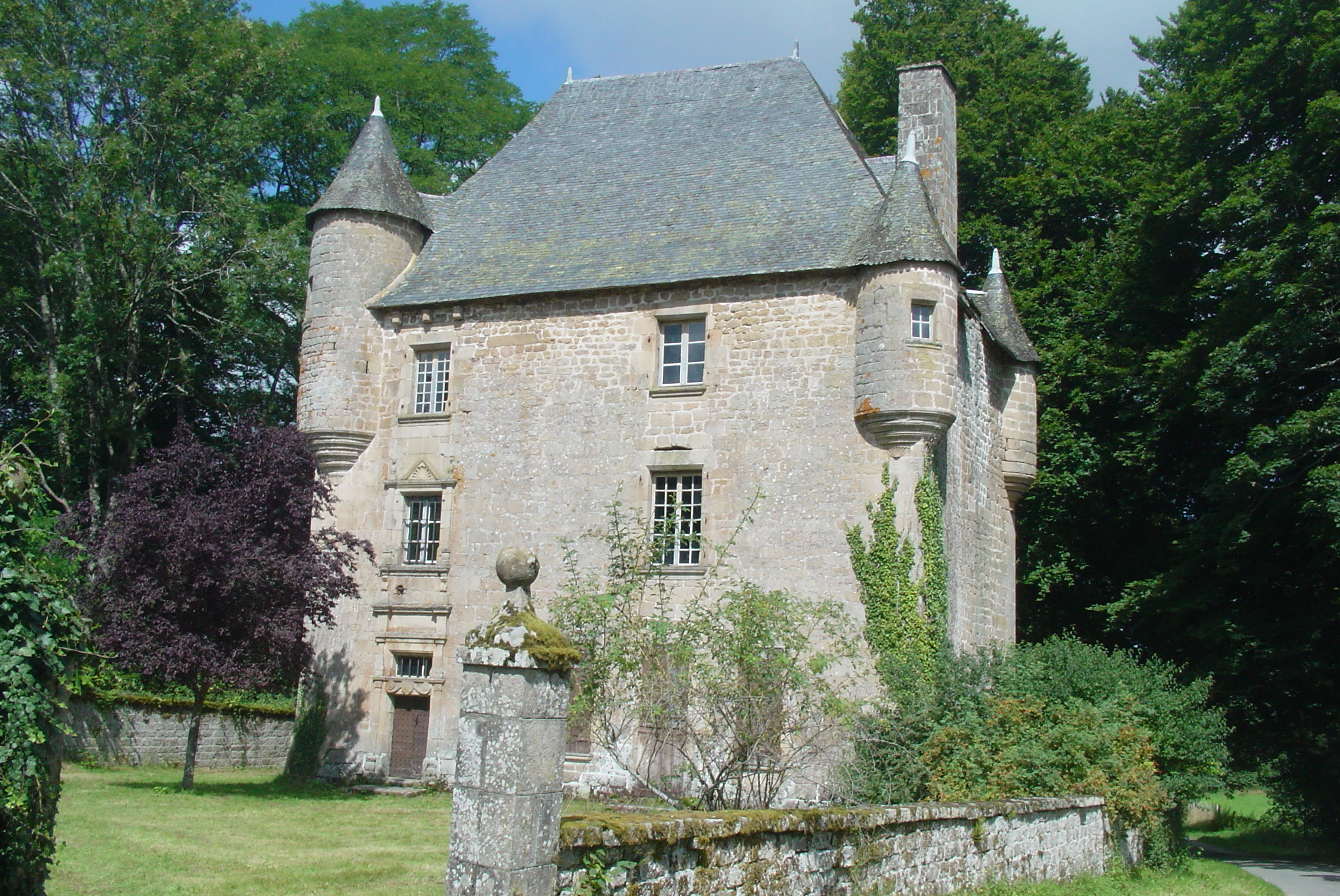
Schloss Mazeau
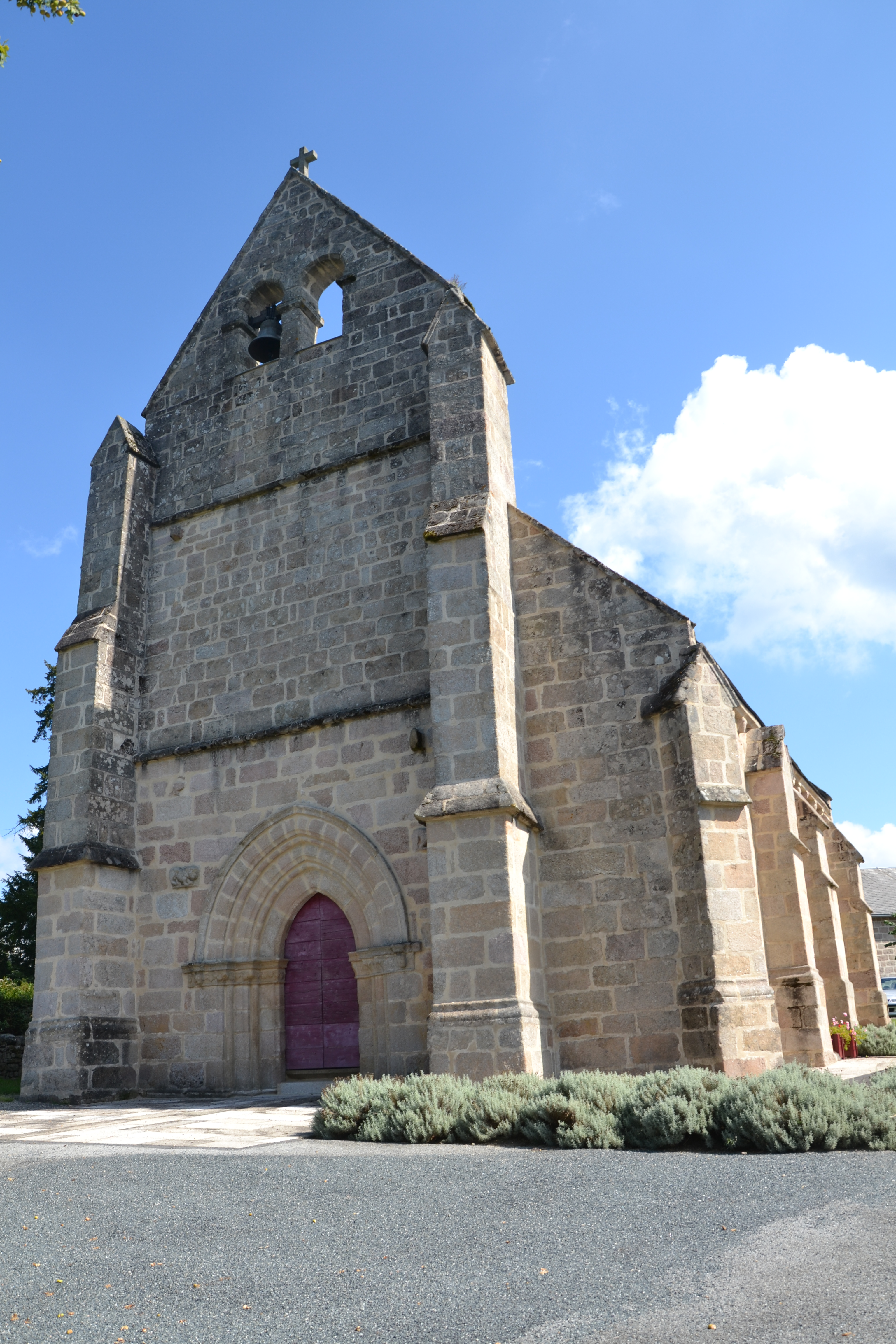
Kirche Saint-Sébastien
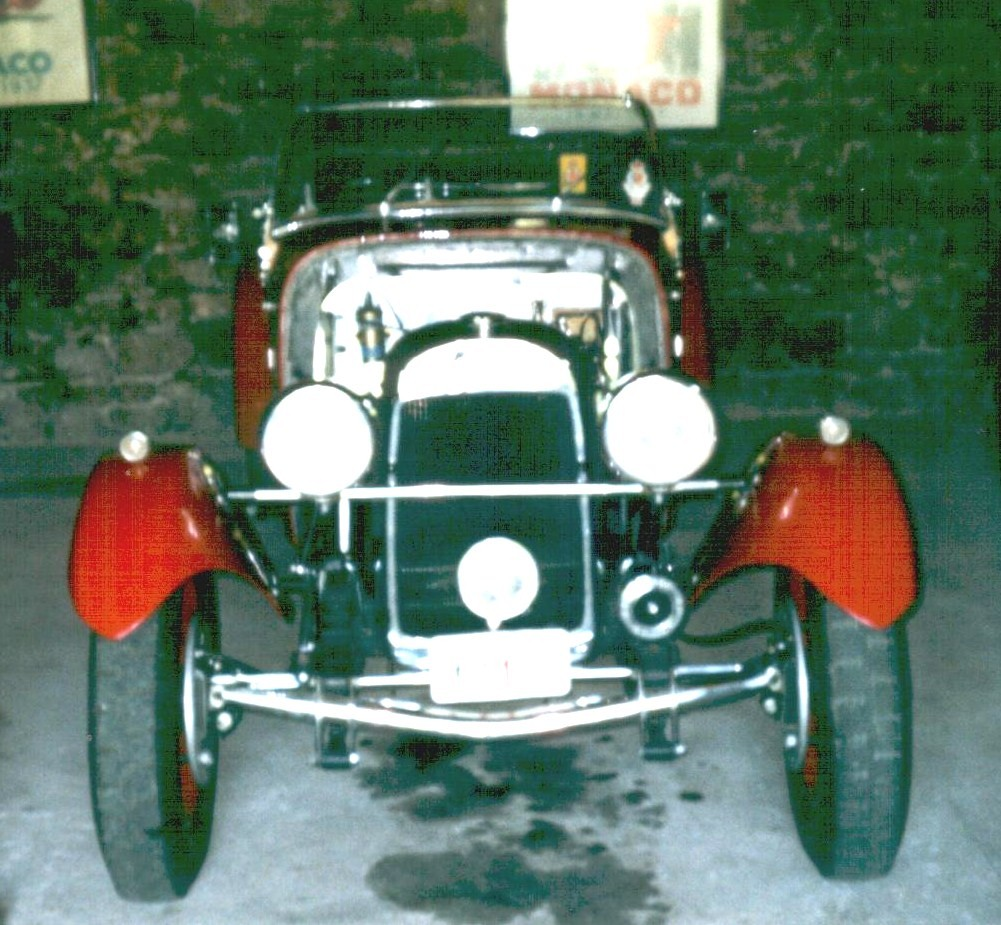
Ein Exponat des Automobilmuseums
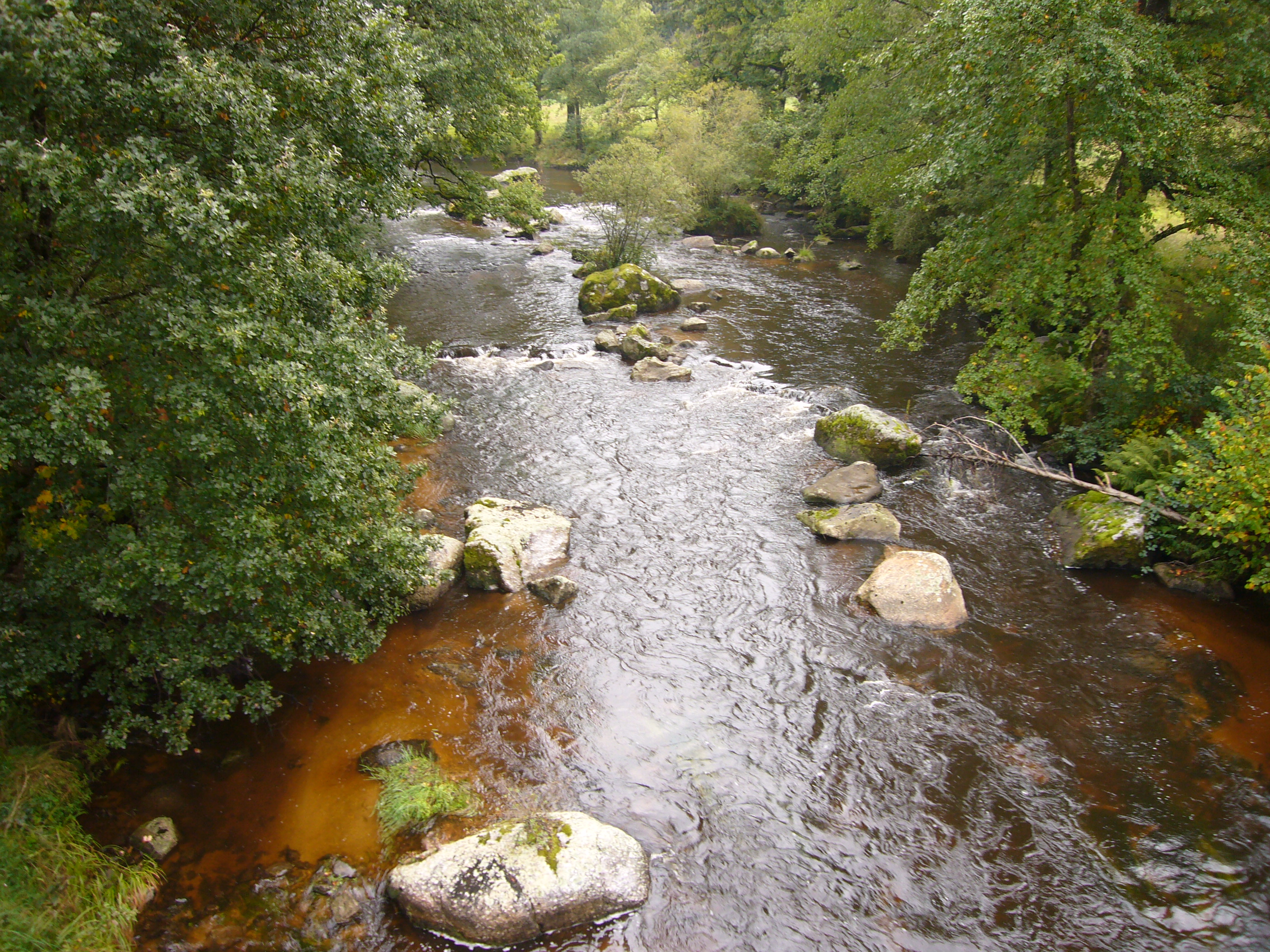
Die Vienne bei Rempnat